# Stadion Atilio Paiva Olivera
Stadion Atilio Paiva Olivera (špa. Estadio Atilio Paiva Olivera) višenamjenski je stadion u gradu Riveri na sjeveroistoku Urugvaja, na granici s Brazilom. Uglavnom se koristi za nogometne susrete Urugvajske nogometne reprezentacije.
Stadion može primiti 27.135 gledatelja, po čemu je treći stadion s najvećim kapacitetom u Urugvaju.
Na stadionu je 23. lipnja 2011. održana prijateljska nogometna utakmice između Urugvaja i Estonije. Završila je pobjedom Urugvaja 3:0 te je to najveća pobjeda nacionalne reprezentacije ostvarena na ovom stadionu.

## Vanjske poveznice
- (engl.) Stadion na projektu Google karte
- (engl.) Slike stadiona
- (engl.) Stadion na stranici World stadiums